# Eric Vernan
Eric Vernan (ur. 4 lipca 1987 w Clarendon) – jamajski piłkarz występujący na pozycji obrońcy. Zawodnik klubu Portmore United.

## Kariera klubowa
Vernan seniorską karierę rozpoczynał w 2006 roku w zespole Portmore United. W 2007 roku zdobył z nim Puchar Jamajki, a w 2008 roku mistrzostwo Jamajki. W 2009 roku przeszedł do norweskiego drugoligowca, Nybergsund IL. Spędził tam 2 sezony.
Pod koniec 2010 roku Vernan wrócił do Portmore United.

## Kariera reprezentacyjna
W reprezentacji Jamajki Vernan zadebiutował w 2008 roku. W 2009 roku został powołany do kadry na Złoty Puchar CONCACAF. Nie zagrał jednak na nim w żadnym meczu, a Jamajka odpadła z turnieju po fazie grupowej.
W 2011 roku Vernan ponownie znalazł się w zespole na Złoty Puchar CONCACAF.